# Callihormius stigmatus
Callihormius stigmatus är en stekelart som beskrevs av Marsh 1966. Callihormius stigmatus ingår i släktet Callihormius och familjen bracksteklar. Inga underarter finns listade.